# Ed Malloy
Ed Malloy (* 17. März 1971 in Media, Pennsylvania) ist ein US-amerikanischer Schiedsrichter im Basketball, der seit dem Jahr 2002 in der NBA tätig ist. Er trägt die Uniform mit der Nummer 14.

## Karriere

### Continental Basketball Association
Zunächst arbeitete er für drei Jahre als Schiedsrichter in der Continental Basketball Association.

### National Basketball Association
Malloy begann im Jahr 2002 seine NBA-Schiedsrichterlaufbahn beim Spiel der New Jersey Nets gegen die Indiana Pacers.
Zuvor war er ein Jahr als Schiedsrichter in der NBA G-League und drei Jahre in der Women’s National Basketball Association tätig.